# Graziano Rossi
Graziano Rossi (Pesaro, 14 maart 1954) is een voormalig Italiaanse wegracecoureur. 
Hij won in 1979, rijdend met startnummer 46, driemaal een grand prix in de 250cc-klasse met een Morbidelli, waaronder de TT in Assen. Het jaar daarop behaalde hij driemaal een podiumplek in de 500cc-klasse, waardoor hij vijfde in de eindklassering van 1980 zou worden.
Tegenwoordig is Graziano bekend als "de vader van". Zijn zoon Valentino is namelijk uitgegroeid tot een van de beste coureurs die de wereld ooit heeft gekend. Hij gebruikt als eerbetoon aan zijn vader altijd het startnummer 46.